# 1245 Calvinia
1245 Calvania là một tiểu hành tinh vành đai chính with a diameter of 26.84 kilometers và a periapsis of 2.6695171 AU. Nó có độ lệch tâm là 0.077491 và chu kỳ quỹ đạo là 1797.7092690 ngày (4.92 năm).
Calinger có vận tốc quỹ đạo trung bình là 17.51076068 km/s và độ nghiêng quỹ đạo là 2.88642°.
Thlà mộtsteroid was được phát hiện ngày 26 tháng 5 năm 1932 bởi Cyril V. Jackson.